# Rastila (métro d'Helsinki)
Rastila (en finnois : Rastila et en suédois : Rastböle) est une station de la ligne M1 du métro d'Helsinki. Elle dessert les sections Rastila et la Meri-Rastila du quartier de Vuosaari, à Helsinki en Finlande.
Mise en service en 1998, elle est desservie par les rames de la ligne M1.

## Situation sur le réseau

Plan du métro.

Établie en tranchée ouverte, Rastila est une station de la ligne M2 du métro d'Helsinki. Elle est située entre la station Puotila en direction du  terminus ouest Matinkylä, et la station Vuosaari, terminus nord-est de la ligne.
Elle dispose d'un quai central encadré par les deux voies de la ligne.

## Histoire
La station Rastila est mise en service le 31 août 1998, lors de l'ouverture à l'exploitation du prolongement de Itäkeskus à Vuosaari.

## Services aux voyageurs

### Accès et accueil
La station dispose de trois accès et deux halls de billetterie et de contrôle. Les liaisons piétonnes entre les différents niveaux sont équipés d'escaliers mécaniques et d'ascenseurs pour l'accessibilité des personnes à la mobilité réduite.

### Desserte
Rastila est desservie par les rames de la ligne M1 du métro d'Helsinki.

Installations et desserte
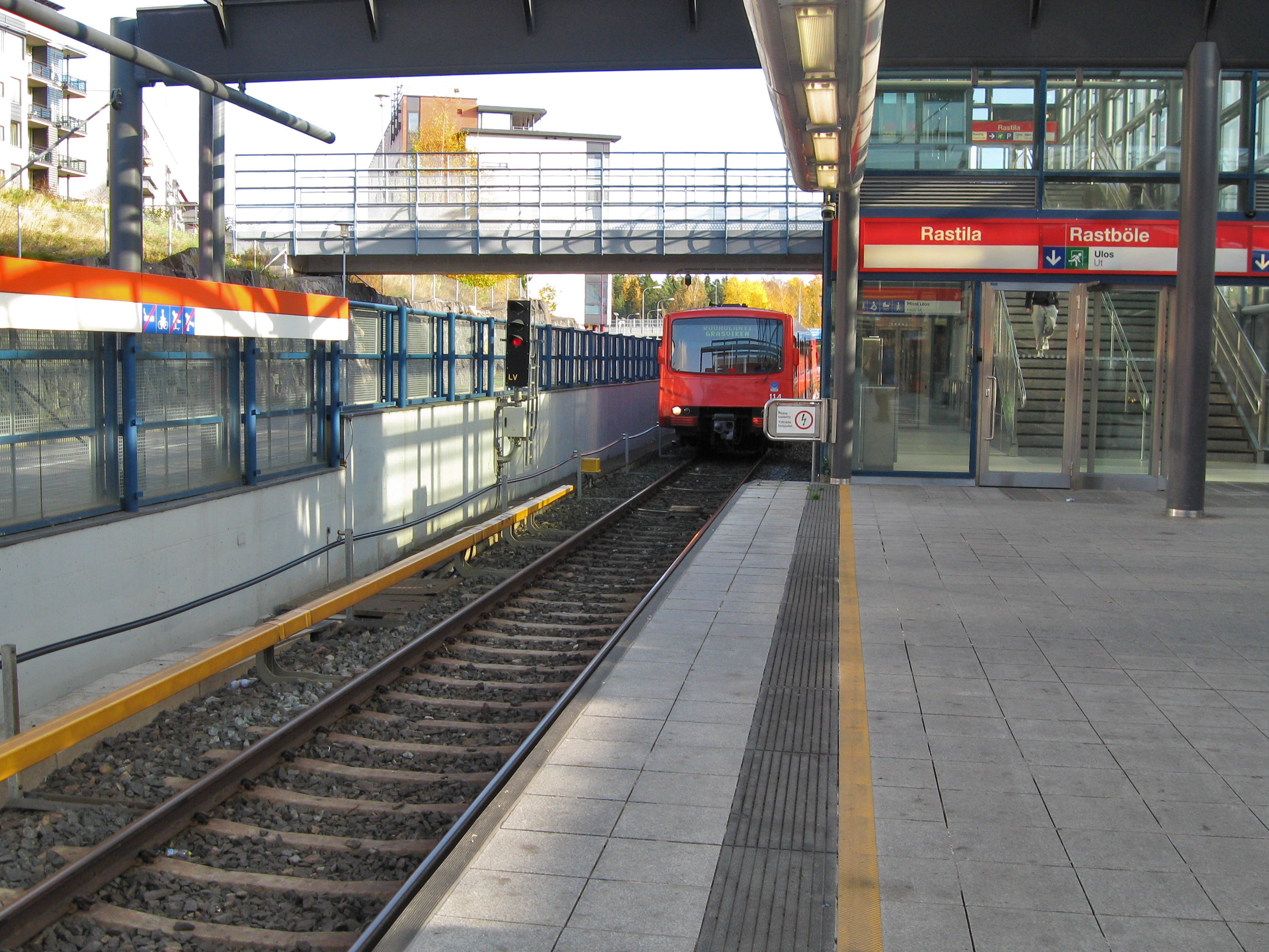
2008.
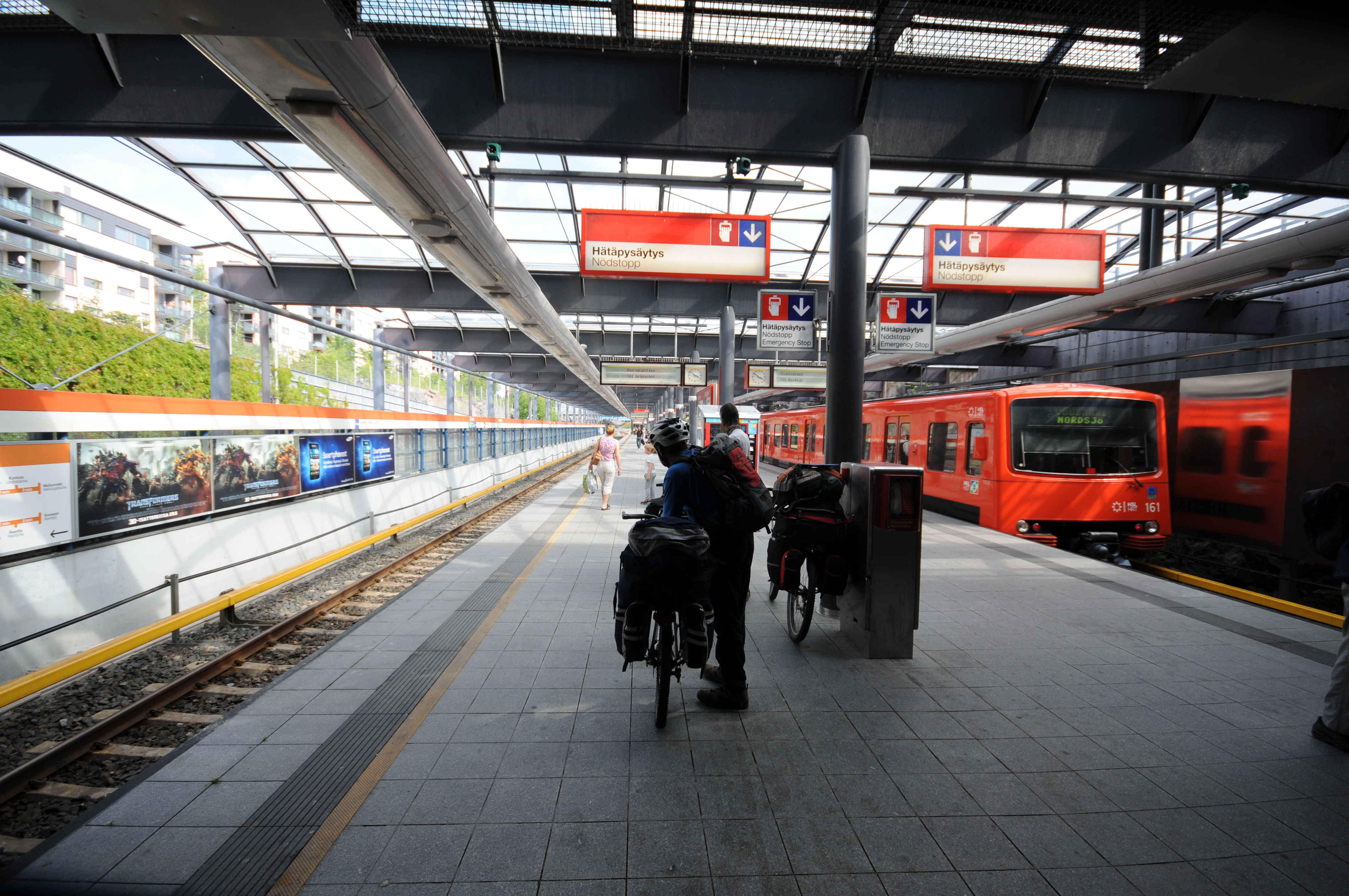
2011.
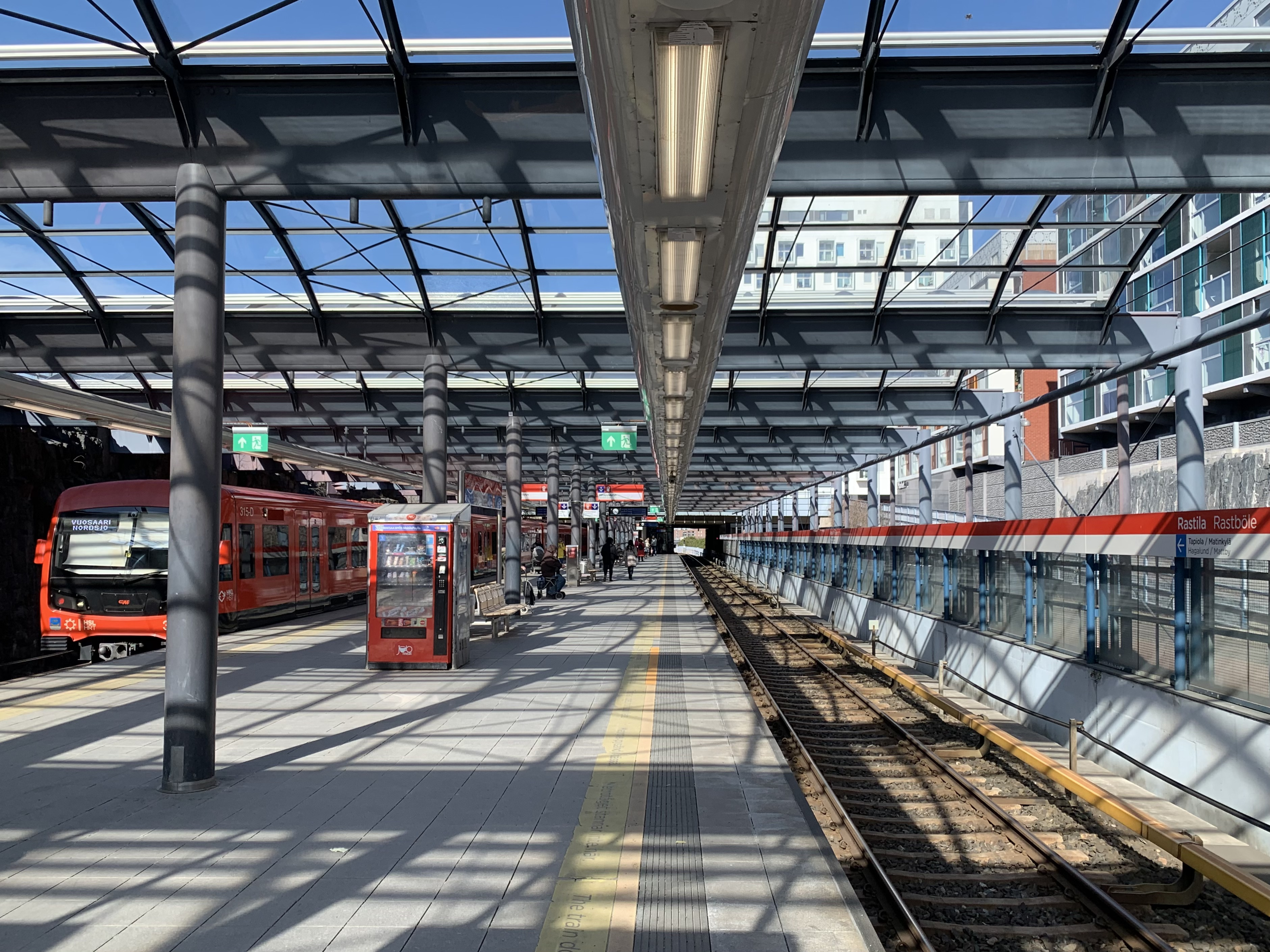
2022.

### Intermodalité
La station est desservie par des bus des lignes 98 et 560, ainsi que par les bus de nuit des lignes 90A et 90N..